# 地幔
地函是行星體內部結構的一層，其下以核為界，上以地殼為界。地函由岩石或冰組成，通常是行星體中最大、質量最高的一層。地函是經歷密度分化的行星體的特徵。所有類地行星（包括地球）、一些小行星和一些行星的衛星都有地函。

## 例子

### 地球

地球的內部結構

地球的地函是地殼和地球外核之間的一層矽酸鹽岩石。它的質量為4.01 × 1024公斤，佔地球質量的67% 。它的厚度為2,900（1,800英里），約占地球體積的84%。它主要是固體，但在地質時間中表現為粘性流體。地函的部分熔融在中洋脊海洋地殼，在俯衝帶產生大陸地殼。

### 其它行星
水星有一個大約490（300英里）厚的矽酸鹽地函，僅占其質量的28%。金星的矽酸鹽地函大約2,800（1,700英里）厚，約占其質量的70%。火星的矽酸鹽地函大約1,600（990英里）厚，占其質量的約74〜88%，並可能以純橄無球隕石為代表。

### 衛星
木星的衛星，埃歐、歐羅巴、和蓋尼米德都有矽酸鹽的地函；埃歐的矽酸鹽地函厚約1,100（680英里），上面覆蓋著火山岩地殼，蓋尼米德的矽酸鹽地函厚約1,315（817英里），被厚約835（519英里）的冰覆蓋著，歐羅巴矽酸鹽地函厚約1,165（724英里），被厚約85（53英里）冰和可能的液態水覆蓋著。
地球的衛星，月球的矽酸鹽地函厚度約為1300〜1400公里，是玄武岩海的來源。月球地函可能暴露在南極-艾特肯盆地或危海。月球地函在大約500（310英里）深處有著地震不連續性，很可能與成分的變化有關。
泰坦和特里頓都有一個由冰或其他固體揮發性物質構成的地函。

### 小行星
一些最大的小行星有地函；例如，灶神星有一個矽酸鹽地函，成分類似於隕石類型的古銅無球隕石。

## 進階讀物
- Don L. Anderson, Theory of the Earth （页面存档备份，存于）, Blackwell (1989), is a textbook dealing with the Earth's interior and is now available on the web. Retrieved 2007-12-23.
- Jeanloz, Raymond. . Haraldur Sigurdsson; Bruce Houghton; Hazel Rymer; John Stix; Steve McNutt  (编). . San Diego: Academic Press. 2000: 41–54. ISBN 978-0-12-643140-7.
- Nixon, Peter H. (1987). Mantle xenoliths: J. Wiley & Sons, 844p., (ISBN 0-471-91209-3).
- Donald L. Turcotte and Gerald Schubert, Geodynamics, Cambridge University Press, Third Edition (2014), ISBN 978-1-107-00653-9 (Hardback) ISBN 978-0-521-18623-0 (Paperback)

## 外部連結
- The Biggest Dig: Japan builds a ship to drill to the earth's mantle – Scientific American (September 2005) (archived 17 October 2007)
- Information on the Mohole Project (archived 2 November 2015)